# Seznam čínských fotografek

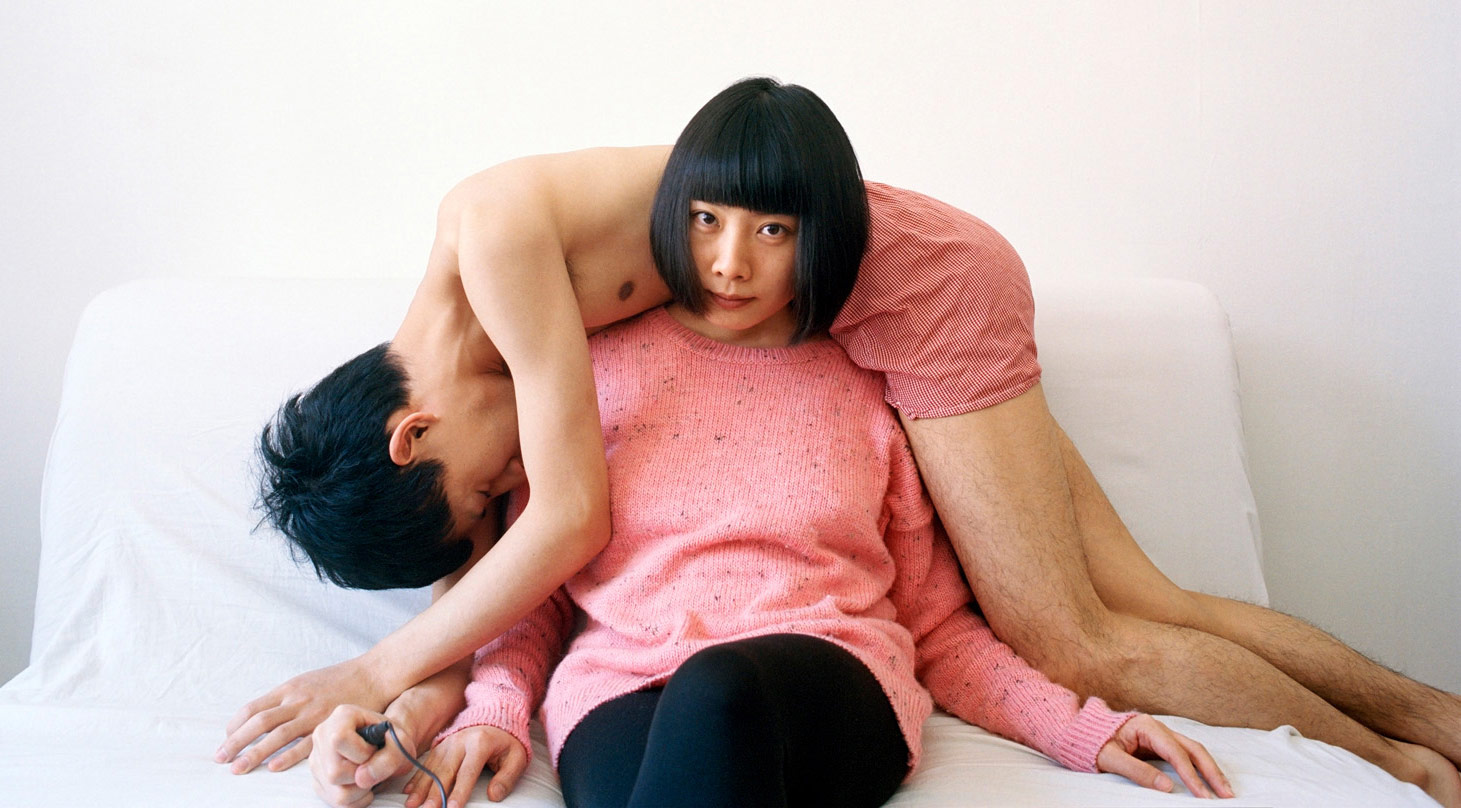
I-ťün Liao

Toto je seznam čínských fotografek, které se v Číně narodily nebo jejichž díla jsou s touto zemí úzce spjata.

## C
- Čchen Man (* 1980), módní fotografka, která pomocí digitálních technik vyrábí obálky pro čínské a mezinárodní časopisy
- Tang Ying Chi (* 1956), hongkongská vizuální umělkyně, vytváří obrazy ze svých digitálních fotografií

## H
- Hou Bo (1924-2017), portréty (a méně formální fotografie) předních úředníků včetně Mao Ce-tunga a založení Lidové republiky v roce 1949

## L
- I-ťün Liao (aktivní od roku 2008), také známá jako Pixy Liao, čínská umělecká fotografka se sídlem v New Yorku
- Liou Sia (* 1961), manželka nositele Nobelovy ceny Liu Xiaobo, básnířka, malířka, fotografka

## P
- Joey Pang (* 1979), umělecká tatérka inspirovaná čínským uměním

## S
- Shao Hua (1938–2008), snacha Mao Ce-tunga, v 50. letech fotografovala slavné osobnosti, továrny a armádní jednotky, šéfka Čínské fotografické asociace

## T
- Tian Yuan (* 1985), zpěvačka, herečka, spisovatelka a fotografka

## W
- Wong Wo Bik (aktivní od 80. let), umělecká fotografka se sídlem v Hongkongu
- Niou Wej-jü, čínská fotožurnalistka (1927–2020)

## X
- Xiao Zhuang (* 1933), fotoreportérka a fotoeditorka

## Y
- Luo Yang (* 1984), fotografka žen

## Z
- Zhang Jingna (* 1988), působí v Singapuru, profesionální fotografka pro společnosti jako Mercedes Benz a Canon, také přispívá do Harper's Bazaar, Elle a Flare
- O Zhang (Ó Čang, * 1976), fotografuje čínskou mládež včetně čínských dívek adoptovaných Američany a čínské studenty umění v Londýně
- Zhu Lan Qing (* 1991), umělecká fotografka se sídlem v Tchaj-peji